# Romsdalhalvøen
Romsdalshalvøen er en halvø i Møre og Romsdal på 1.560 km². Halvøyen er en del av Romsdal og Nordmøre og er afgrænset – fra inderst i Romsdal, ud til havet, til inderst på Nordmøre – af Eresfjorden (mod vest), Langfjorden (mod syd), Romsdalsfjorden (mod syd), Julsundet (mod vest), Hustadvika (motd nord), Kornstadfjorden (mod øst), Kvernesfjorden (mod nord), Batnfjorden (mod nord), Tingvollfjorden (mod øst) og Sunndalsfjorden (mod øst). 
Halvøen omfatter det meste af Molde og Gjemnes kommuner, samt hele Hustadvika kommune, og grænser i sydøst til Sunndal kommune. Byen Molde er den største by.
Det bor omtrent 43.000 mennesker på halvøen og på øerne udenfor bor yderligere omtrent 5.000 mennesker.